# Gotisches Giebelhaus Anklam

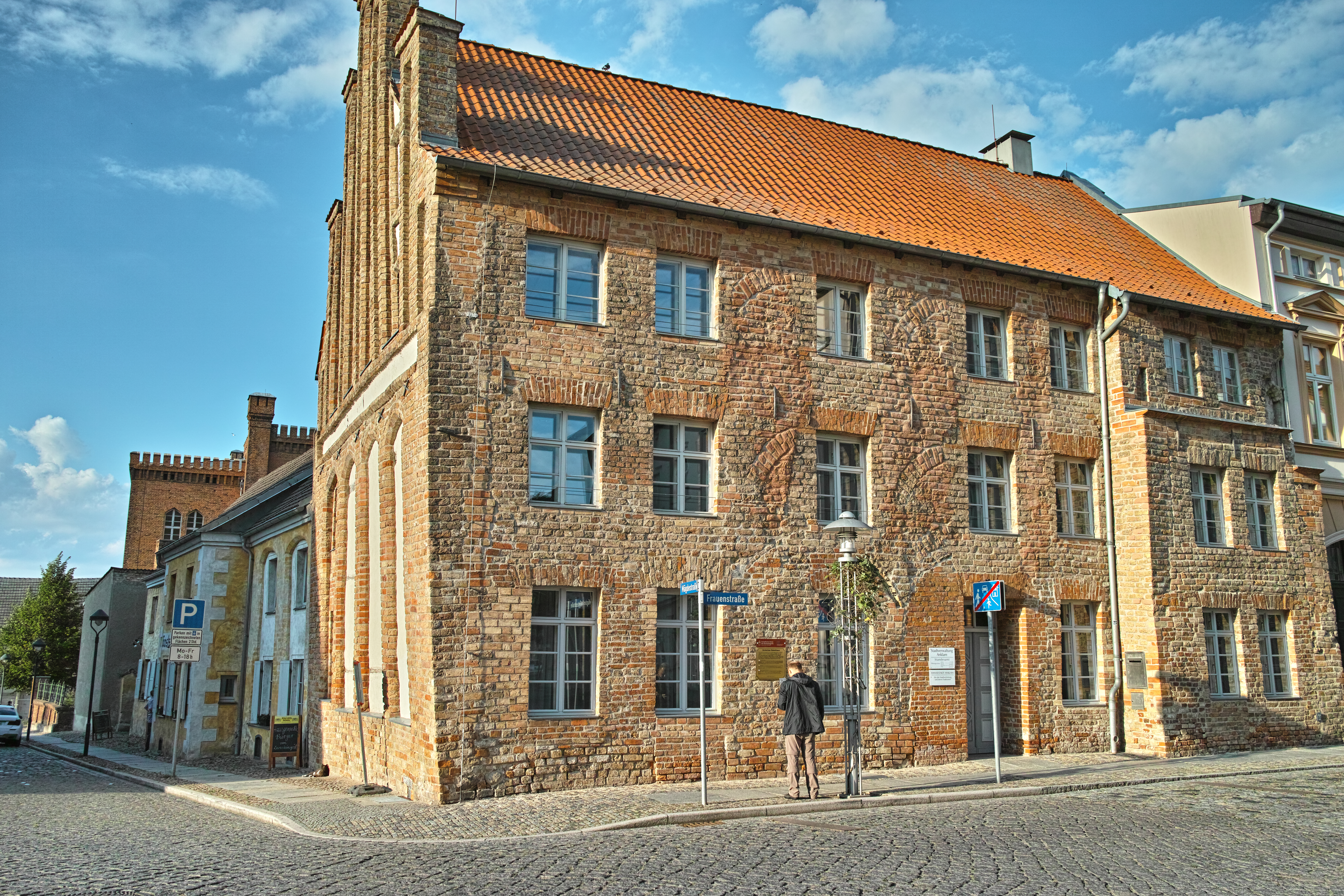
Anklam, gotisches Giebelhaus, Traufseite

Das Gotische Giebelhaus in Anklam (Mecklenburg-Vorpommern), Frauenstraße 12 Ecke Mägdestraße, gegenüber dem Chor der Marienkirche, wurde in der Mitte des 14. Jahrhunderts errichtet und über die Jahrhunderte vielfach überformt. Baustilistisch und bautypologisch ist das Gebäude weder als gotisch noch als Giebelhaus anzusprechen.
Das Gebäude steht unter Denkmalschutz.

## Geschichte

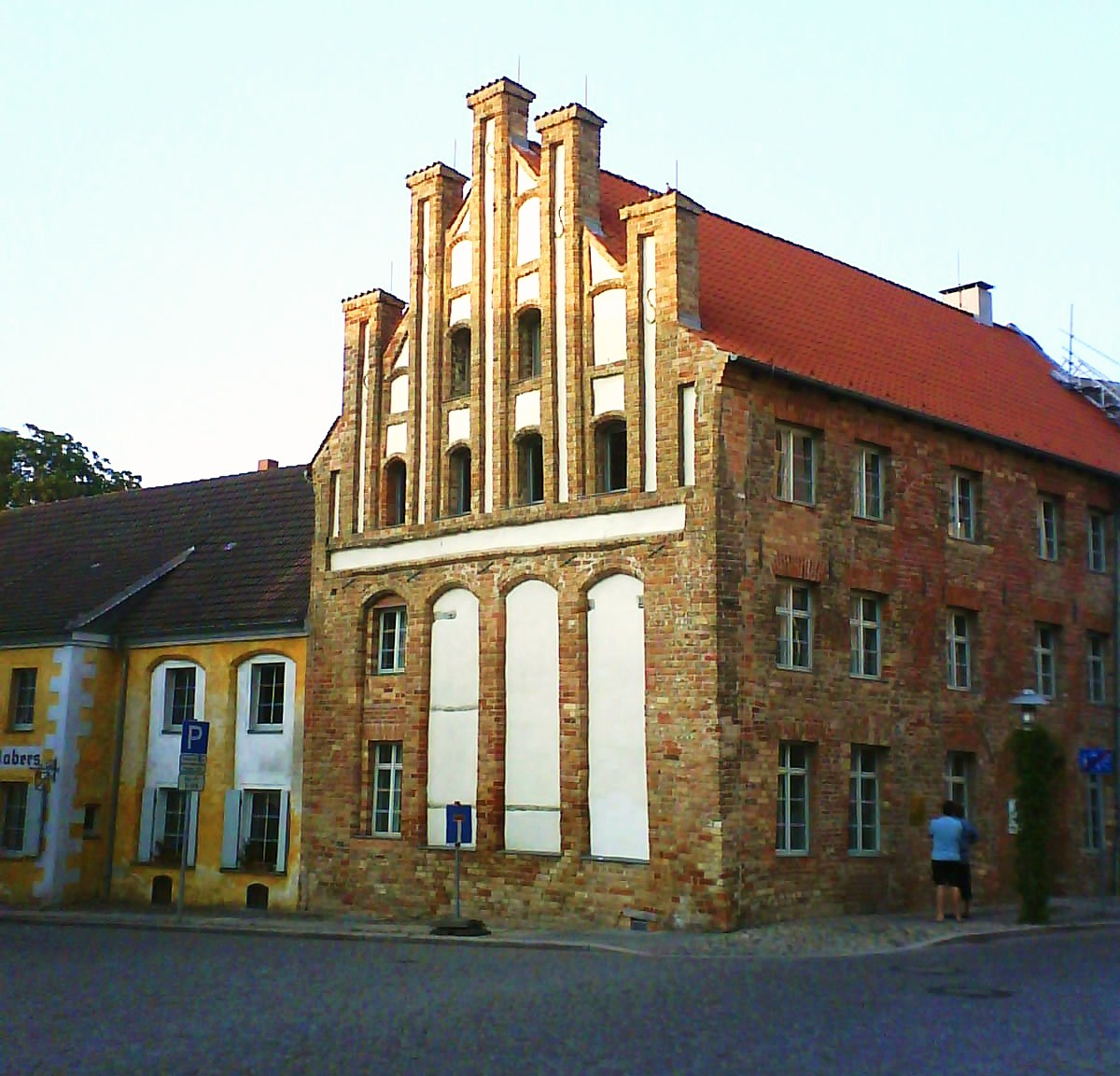
Giebelseite

Die Hanse- und Lilienthalstadt Anklam mit 12.331 Einwohnern (2019) wurde 1243 erstmals erwähnt.
Das dreigeschossige  Traufenhaus mit Bestandteilen aus der Zeit der Backsteingotik besitzt einen rein funktionalen Pfeilergiebel. Es ist das älteste Bürgerhaus der Stadt. Im Inneren befindet sich eine in Norddeutschland seltene Doppelbalkendecke (Dippelbalkendecke). Das Haus beherbergte früher im Obergeschoss auch einen Speicher.
Als Eigentümer des Hauses wurden im Stadtbuch u. a. 1406 der Tuchhändler Georgius de Ghlin, 1437 der Gewandschneider Jakob Langschwager und 1681 der Reeder Benjamin Scheele, dessen Enkel der Chemiker Carl Wilhelm Scheele (1742–1786) war, erwähnt.
Das Haus wurde in die Europäische Route der Backsteingotik einbezogen.
Im Rahmen der Städtebauförderung wurde das Eckhaus um 1994 gesichert und ab 1996 saniert. Es wird aktuell u. a. als Standesamt, Sitzungssaal und Fraktionsräume der Stadtvertretung genutzt.

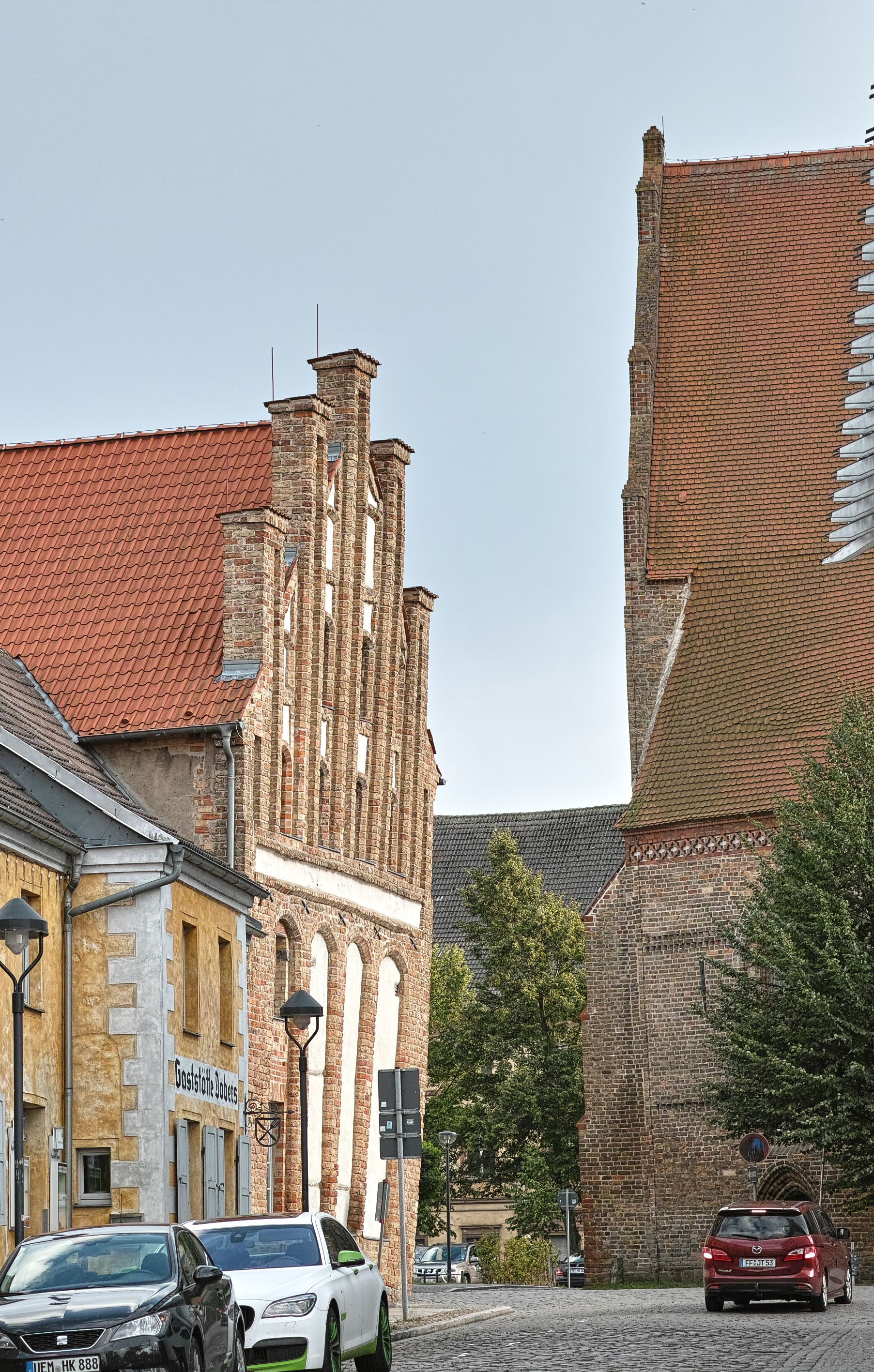
Mägdestraße
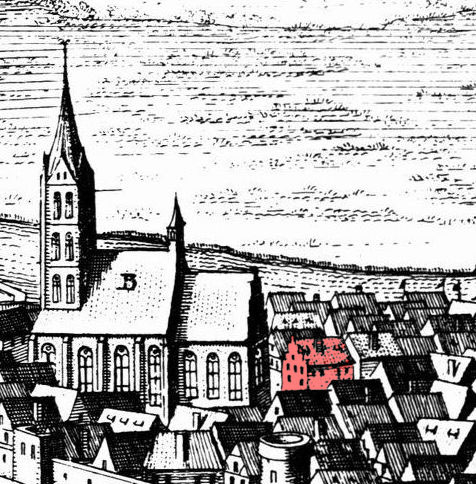
Matthäus Merian: Ansicht von 1650 mit Marienkirche und rotmarkierten gotischem Giebelhaus